# 킴 파서블 (캐릭터)

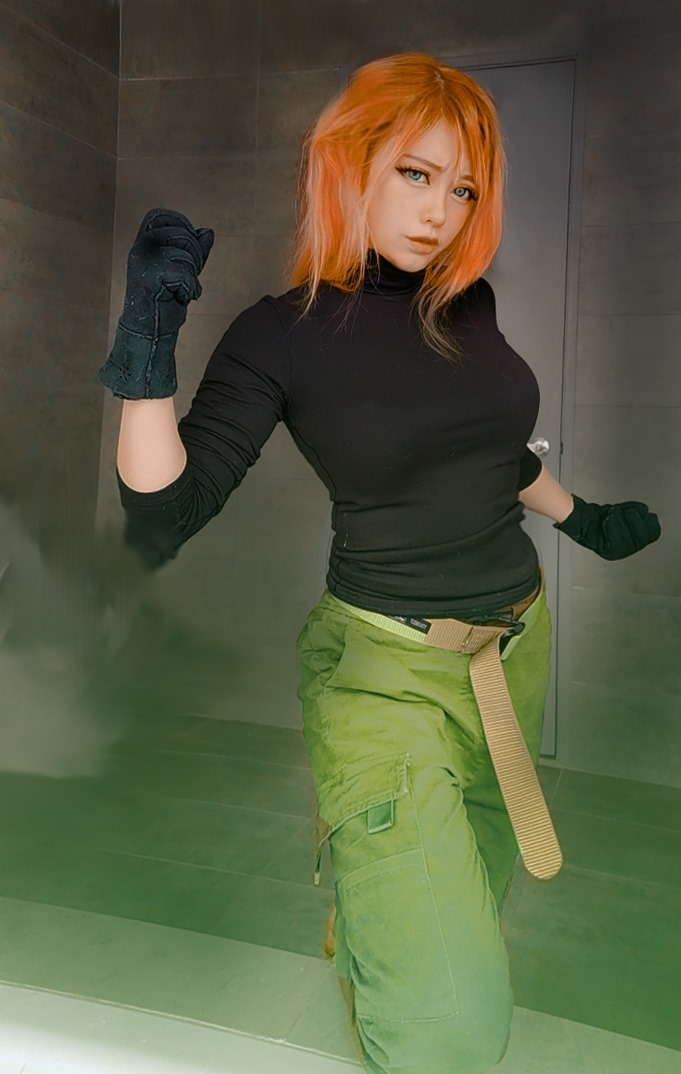

킴 파서블(영어: Kim Possible)은 디즈니 애니메이션 시리즈인 킴 파서블에 등장하는 가공의 주인공으로, 크리스티 칼슨 로마노가 성우를 맡았다. 본명은 킴벌리 앤 파서블(영어: Kimberly Ann Possible)로, 밥 슐리와 마크 맥코클이 만들었다. 킴 파서블은 2002년 6월 7일 방영된 크러쉬에서 처음 등장한 이후 킴 파서블의 84개 에피소드에 모두 등장했으며, 2007년 9월 7일 방영된 졸업 2부에서 마지막으로 등장했다. 킴 파서블은 고등학교 치어리더이자 범죄에 맞서 싸우는 10대이며, 킴의 임무 대부분은 숙적인 미치광이 과학자 드라켄 박사의 계획을 저지하는 것이다.
슐리와 맥코클은 딸들에게 영감을 받았고, 자신들의 어릴 적 영웅이었던 제임스 본드를 바탕으로 하여  킴 파서블이 10대 소녀로써 무엇이든 할 수 있다고 상상했다. 어린이 애니메이션 시리즈에 강한 여성 주인공이 부족하다는 것을 알고, 슐리와 맥코클은 가장 친한 친구에서 남자친구로 바뀌는 론 스타퍼블을 사이드킥으로 삼고 킴을 액션히어로로 만듦으로써 전통적인 성 역할에 변화를 주기로 결정했다. 다른 전통적인 슈퍼히어로들과는 달리 킴 파서블은 초능력과 비밀스러운 정체가 없으며, 킴 파서블의 전투 능력은 자신의 치어리더 경험에서 비롯된 것이다. 이는 어린 시청자들에게 공감대를 형성하게 해주었다. 원래 킴 파서블은 비디오 게임 등장인물인 라라 크로프트와 같이 섹스 심벌로 디자인되었지만, 킴의 외양은 10대 소녀로 대체되었다.
"킴 파서블"이 2002년 초연되었을 때, 킴은 남성 및 여성 시청자들 모두에게 즉각적으로 호감을 얻었다. 비평가들 역시 킴 파서블을 매우 긍정적으로 평가했으며, 킴 파서블을 젊은 여성들의 롤 모델로 추켜세웠다. 또한 사람들은 킴 파서블 이전에 있었던 뱀파이어 해결사의 버피 서머즈나 앨리어스에 등장하는 시드니 브리스토와 많이 비교했다. 킴은 여성주의 비평가들로부터 존경을 받았는데, 여성주의 비평가들은 킴 파서블이 성 역할에서 벗어난 점과 치어리더와 관련된 부정적인 고정관념에 도전한 모습을 칭찬했다. 패션 얼리어댑터로써, 킴 파서블의 복장이 2000년대 초반에 크롭톱과 카고 팬츠를 유행시키는데 영향을 미쳤다고 보는 이들도 있다. 애니메이션의 성공에 힘입어, 킴 파서블은 텔레비전 영화인 킴 파서블: 스티치 인 타임과 킴 파서블 무비: 소 더 드라마, 그리고 킴 파서블 게임 시리즈에도 등장했다.

## 같이 보기
- 쉬고
- 론 스타퍼블